# Episodi di Grantchester (nona stagione)
La nona stagione della serie televisiva Grantchester, composta da 8 episodi, è trasmessa in prima visione sul canale americano PBS dal 16 giugno al 4 agosto 2024.
Nel Regno Unito, la stagione è trasmessa sul canale britannico ITV dall'8 gennaio al 26 febbraio 2025. In Italia sarà trasmessa su Giallo.
| nº | Titolo originale | Titolo italiano | Prima TV Regno Unito | Prima TV Stati Uniti | Prima TV Italia |
| -- | ---------------- | --------------- | -------------------- | -------------------- | --------------- |
| 1  | Episode 1        | Episodio 1      | 8 gennaio 2025       | 16 giugno 2024       | Inedita         |
| 2  | Episode 2        | Episodio 2      | 15 gennaio 2025      | 23 giugno 2024       | Inedita         |
| 3  | Episode 3        | Episodio 3      | 22 gennaio 2025      | 30 giugno 2024       | Inedita         |
| 4  | Episode 4        | Episodio 4      | 29 gennaio 2025      | 7 luglio 2024        | Inedita         |
| 5  | Episode 5        | Episodio 5      | 5 febbraio 2025      | 14 luglio 2024       | Inedita         |
| 6  | Episode 6        | Episodio 6      | 12 febbraio 2025     | 21 luglio 2024       | Inedita         |
| 7  | Episode 7        | Episodio 7      | 19 febbraio 2025     | 28 luglio 2024       | Inedita         |
| 8  | Episode 8        | Episodio 8      | 26 febbraio 2025     | 4 agosto 2024        | Inedita         |

## Episodio 1
- Titolo originale: Episode 1

### Trama
Will e Geordie indagano sulla morte di un artista circense. Will riceve un'offerta che gli fa mettere in discussione la sua vita a Grantchester.

## Episodio 2
- Titolo originale: Episode 2

### Trama
Un bambino abbandonato viene ritrovato lo stesso giorno in cui viene trovato morto il direttore di un albergo. Geordie è colto di sorpresa dalle notizie di Will.

## Episodio 3
- Titolo originale: Episode 3

### Trama
Geordie e il nuovo parroco Alphy Kottaram partono con il piede sbagliato ma presto si ritrovano a collaborare per indagare su un omicidio.

## Episodio 4
- Titolo originale: Episode 4

### Trama
Alphy è invitato a una festa in una villa di campagna. Le frivolezze della serata vengono interrotte quando un corpo viene ritrovato nel seminterrato.

## Episodio 5
- Titolo originale: Episode 5

### Trama
Un omicidio nell'ufficio di Esme sconvolge la famiglia Keating. L'incontro di Alphy con il vescovo non va come previsto.

## Episodio 6
- Titolo originale: Episode 6

### Trama
Le indagini di Alphy e Geordie sull’omicidio di un archeologo svelano una rete intricata di tradimenti e inganni.

## Episodio 7
- Titolo originale: Episode 7

### Trama
Alphy scopre che una donna che conosce è scomparsa. Quando la sua amica viene uccisa, Alphy e Geordie corrono per trovare le risposte.

## Episodio 8
- Titolo originale: Episode 8

### Trama
Quando un uomo viene trovato morto per le strade di Cambridge, Alphy e Geordie iniziano a svelare indizi che li portano a una rivelazione scioccante.